# 排煙器

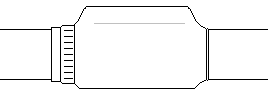
排煙器

排煙器（英文：bore evacuator or fume extractor），或稱排煙筒，是裝甲戰鬥車輛砲管上的一個輔助裝置，用於幫助散熱與排出射擊廢氣。

## 用途

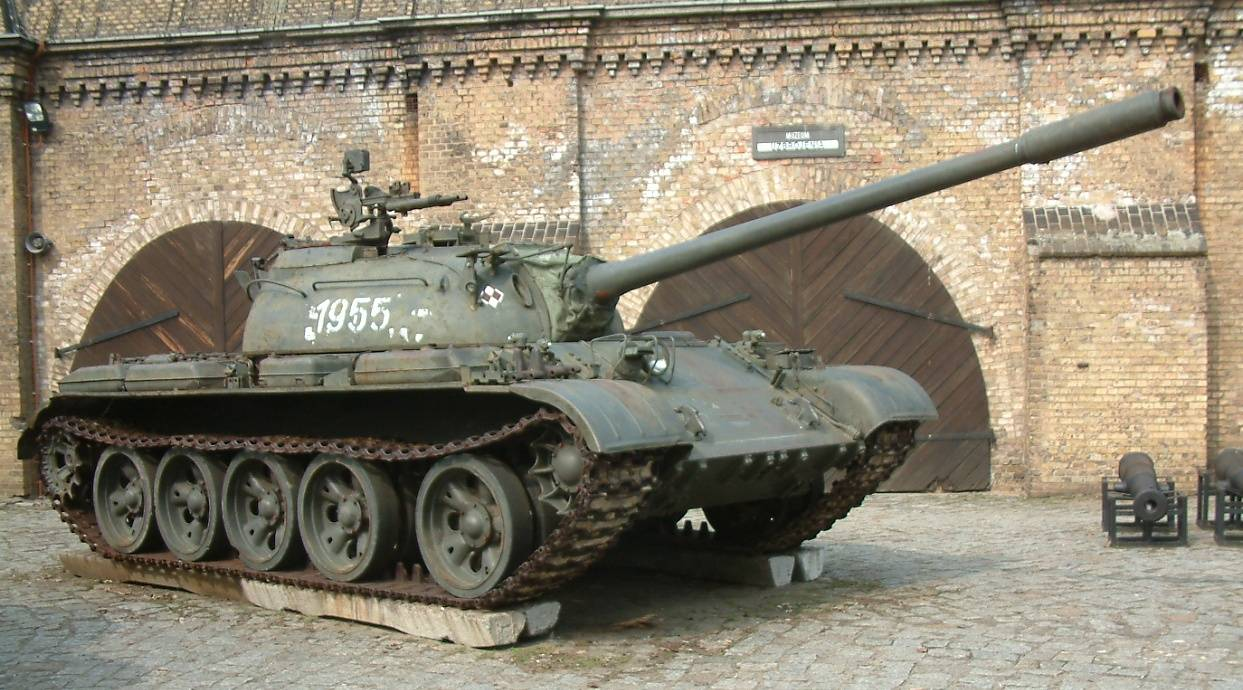
蘇聯製T-55戰車，排煙器設計在砲管前端。

排煙器多見於大口徑火炮裝置，主要用於防止砲彈發射後留在炮管內的燃燒廢氣在乘員開啟砲管後膛裝填時進入車室。
這些廢氣如果進入車室，與車室內的氧氣混合可能有二次燃燒的危險，刺鼻的臭味與廢氣中的有毒物質可能造成乘員噁心、身體不適，不但影響作戰，還有致命的風險。
除了法国的勒克萊爾主戰坦克和俄羅斯的T-14以外，大部分國家的現役主力戰車、裝甲自走砲車都有使用這個設計。勒克萊爾使用压缩空气将烟雾排出车外；而T-14因為採用無人砲塔設計，因此沒有排煙需求。

## 設計與原理
排煙器是一個簡單的無動力裝置，只需要在砲管上的特定位置，以對稱的方式鑽設一對小孔，並以稱為排煙室的壓力容器包覆鑽洞位置即可。
砲擊時，當砲彈通過鑽孔位置，砲管內的高壓會迫使大部分廢氣自小孔流入排煙室，當砲彈離開砲管，乘員開啟砲管後膛，管內與車室的壓差會形成一股自車室往砲口方向的氣流，廢氣就會隨著氣壓慢慢流出小孔，自砲口排出。
最早的排煙器設計出現在第二次世界大戰，之後的設計都是在同樣的原理上加以改進而已。常見的作法是使用兩組小孔，一組同原始設計，另一組則具備逆止閥（通常是球型逆止閥）的設計，進氣時，兩組小孔都能進氣，排氣時只有第一組小孔可以排氣，第二組則被逆止閥封閉，這樣的設計可以加快空气的進入，又不會因為排氣太快而導致煙霧進入車室。
儘管在二戰末期就已經完成設計，但是當時的大部分主力戰車的主砲口徑對排煙並沒有迫切需求，因此一直到戰後才正式投入裝備。

## 圖集

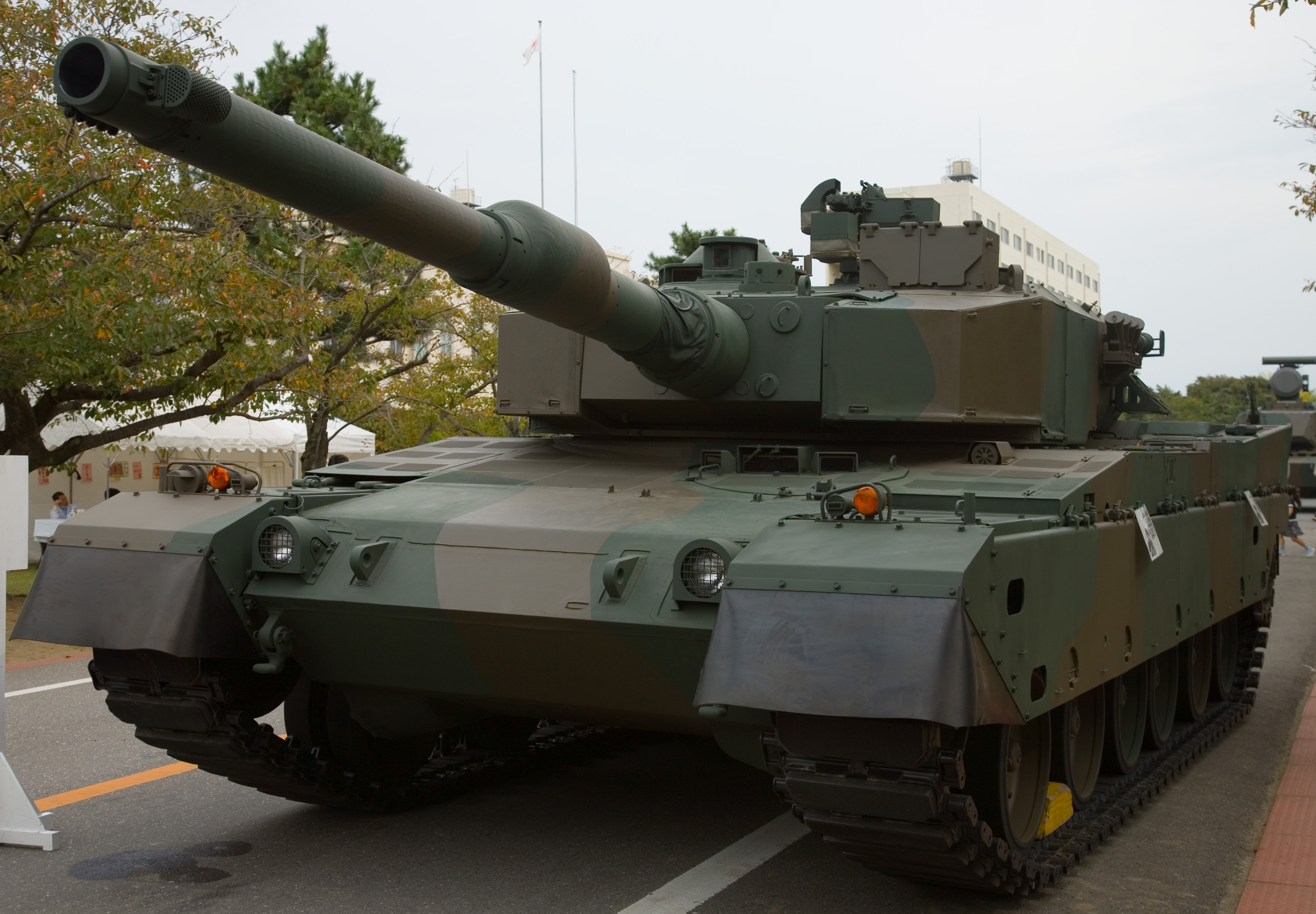
日本的90式主力戰車，排煙器設計在砲管中部。
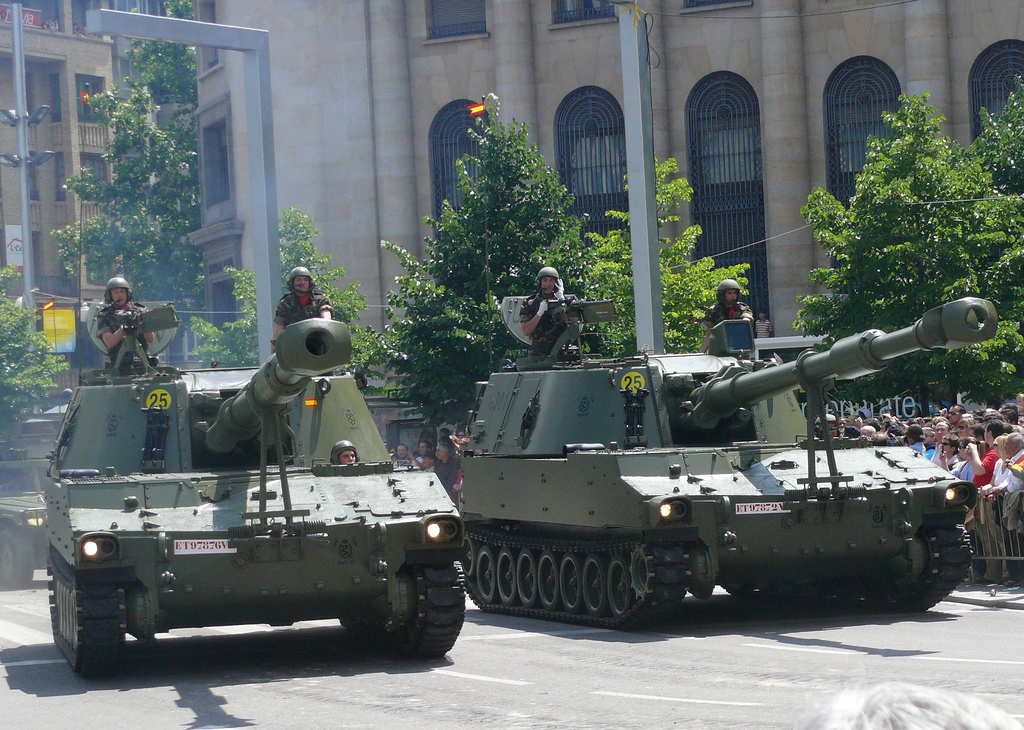
M109A5自走砲與它的排煙器。
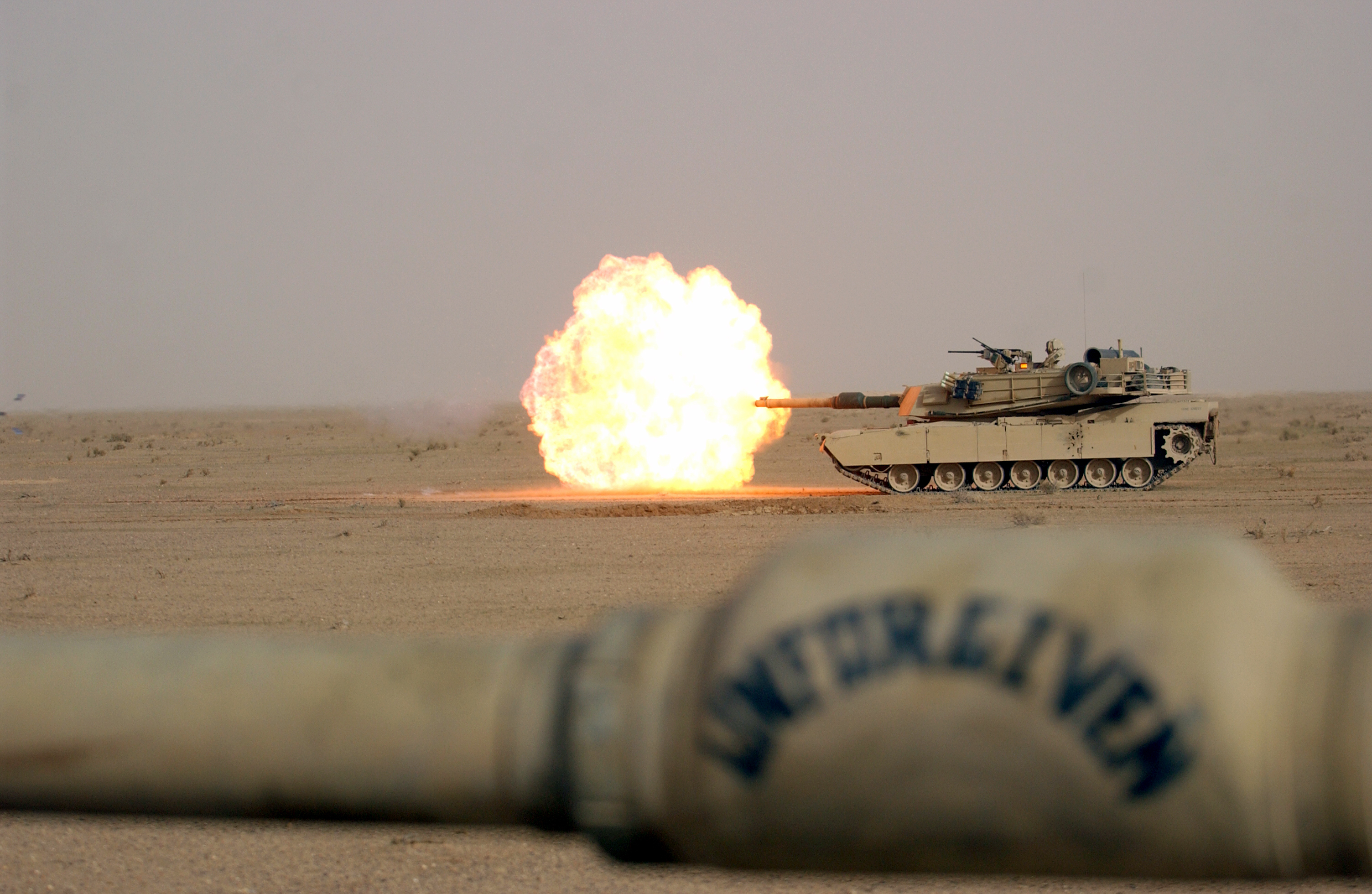
美軍M1艾布蘭主力戰車的排煙器，設計在砲管中部，近照可以看出採偏心方式安裝。
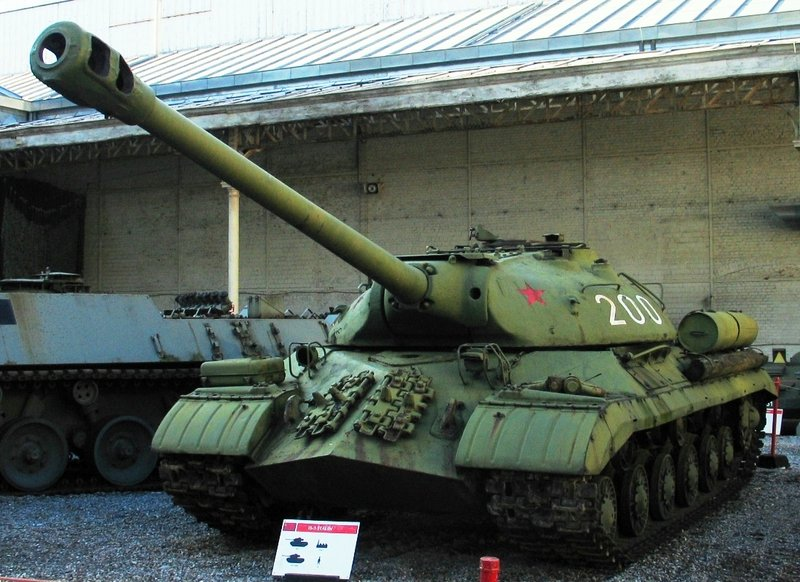
不具備排煙器設計的蘇聯IS-3M。